# 大順路
大順路為高雄市的主要道路之一，大致呈弧形。西起中華一路口，東在建工路口而轉為南北向道路至中正一路口，往南接河南路與河北路兩條南北向單向道，可與三多一路連結，全線共分為三段。是鼓山區經左營區、三民區往苓雅區的重要道路。此路種有大量的雨豆樹，是市區裡極為罕見的綠色隧道，此外環狀輕軌第二階段路線行經此路，沿路樹木亦全數保留。而在施工期間，也進入一段交通黑暗期。

## 行經行政區域
（由西至東）
- 鼓山區
- 左營區
- 三民區
- 苓雅區

## 分段
大順路共分為三個部分：
- 大順一路：西起中華一路口，東於民族一路口接大順二路。
- 大順二路：西於民族一路口接大順一路，東在建工路口轉南於九如一路口接大順三路。
- 大順三路：北於九如一路口接大順二路，南止於中正一路口接河南路、河北路。

## 歷史
根據1980年的高雄市行政區域圖，大順路的範圍僅包含今大順三路，以及大順陸橋以東至澄清路之間的九如一路及自強陸橋至澄清湖之間的澄清路等皆名為大順路，今天的大順一、二路皆尚未修建，而建興路則有連接至今大順九如路口處；1985年經建版地形圖第一版，隨著大順路在寶珠溝及灣仔內的路段（大順一、二路）通車，大順陸橋以東至澄清路之間的路段改為九如一路。

### 大順陸橋

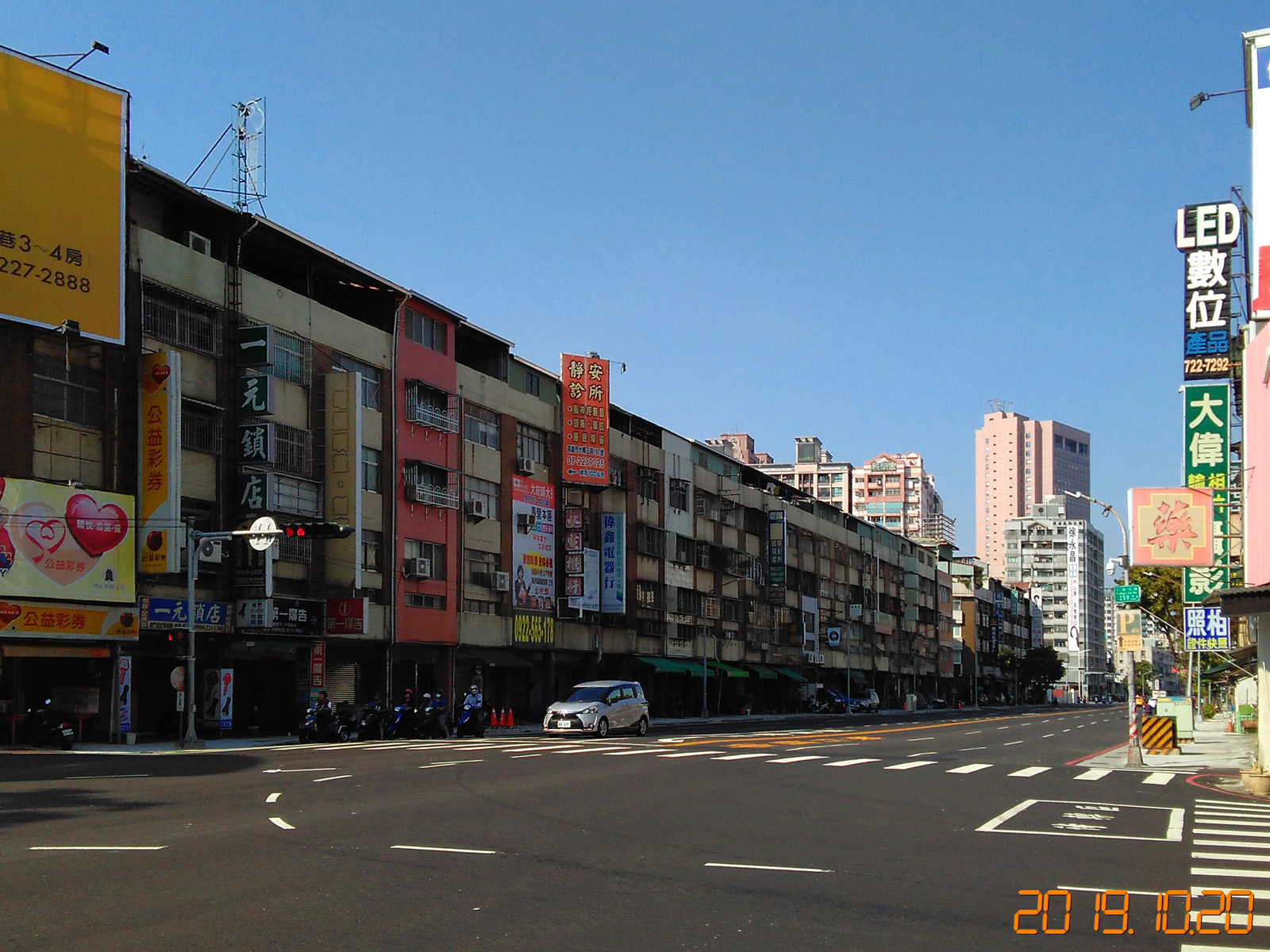
鐵路地下化啟用大順陸橋已拆除並恢復平面之後目前的路況（拍攝於憲政路口，2019年10月20日拍攝）。

位於三民區九如一路至苓雅區憲政路之間，跨越台鐵屏東線鐵路，1975年10月竣工，2018年10月14日因鐵路遷入地下永久路線營運啟用，同年11月5日先拆除橋下空間隔間，2019年3月16日上午起拆除橋體，四天橋體拆除完畢。同年4月8日上午10時恢復平面道路開放通行，8月4日完成大順路原陸橋段平面化的後續工程。

## 沿線設施
（大順一、二路由西至東，大順三路由北至南。）
- 大順一路
  - 高雄市鼓山區龍華國民小學（858號）
  - 義享天地（115號）
  - 好市多大順店（111號）
  - 高雄市立龍華國民中學（页面存档备份，存于）（門牌設於自由二路2號）
  - 高雄市左營區新上國民小學 （页面存档备份，存于）（100號）
  - 愛河龍華橋

- 大順二路
  - 全國加油站大順站（856號）
  - 福懋加油站大順站（808號）
  - 台灣中油千越加油站大順站（736號）
  - 家樂福鼎山店（849號）
  - 三民區民眾活動中心（468號）
    - 高雄銀行灣內分行（1樓A區）
    - 高雄市政府消防局第一中隊、大昌分隊（1樓至3樓B區）
    - 高雄市政府水利局檔案室（2樓A區）
    - 高雄市政府警察局三民第二分局交通分隊（3樓A區）
    - 高雄市立圖書館寶珠分館（4樓）
    - 高雄市政府工務局新建工程處檔案室（5樓）
    - 財政部高雄國稅局三民分局第二辦公室（6樓）
    - 高雄市政府社會局三民東區家庭福利服務中心（7樓）
    - 高雄市政府環境保護局溝渠清潔隊（8樓A區）
    - 高雄市政府環境保護局登革熱防治隊（8樓B區）
    - 高雄市三民區第二戶政事務所（9樓）
    - 高雄市政府勞工局職業訓練中心三民就業服務站（10樓A區）
    - 三民區公所東區健保工作站（10樓B區）

  - 高雄高工公有立體停車場
  - 高雄市三民區正興國民小學（門牌設於大豐二路20號）（页面存档备份，存于）
  - 大順郵局（207號）

- 大順三路
  - 高雄鐵路綠園道（鐵道一街）
  - 台鐵科工館車站(307號)
  - 特力屋高雄大順店（門牌設於武廟路218號）

## 輕軌站點
大順路沿線（除中華一路至龍勝路段）與環狀輕軌共線，並且利用原內側車道設置軌道與車站，因此於本路設有站點。分布如下：
- 大順一路
  - 龍華國小站：位於龍勝路旁空地，原先為龍華國小
  - 愛河之心站
  - 新上國小站
  - 大順民族站：順行月台
- 大順二路
  - 大順民族站：逆行月台
  - 灣仔內站（大順鼎山）
  - 高雄高工站
  - 樹德家商站
- 大順三路
  - 科工館站：與台鐵共站
  - 聖功醫院站（道明中學）

## 公車資訊
- 大順一路
  - 漢程客運
    - 168東 金獅湖站－金獅湖站
    - 168西 金獅湖站－金獅湖站

- 大順二路
  - 漢程客運
    - 168東 金獅湖站－金獅湖站
    - 168西 金獅湖站－金獅湖站

  - 港都客運
    - 81 瑞豐站（武營路）－育英醫專（大昌二路）
    - 217 加昌站－鳥松區公所（中正路）

  - 南台灣客運
    - 16 警廣站（重忠路）－高鐵左營站－捷運巨蛋站－高雄科技大學(建工校區)－鼎金國小（返程延駛至警廣站（博愛四路））
    - 紅29 捷運後驛站－陽明國小

  - 東南客運
    - 37 輕軌夢時代站（統一時代百貨）－育英醫專（大昌二路）

  - 高雄客運
    - 8021 高雄客運鳳山站－彌陀

  - 義大客運
    - 8503 義大世界－高雄市政府四維行政中心

- 大順三路
  - 港都客運
    - 81 瑞豐站（武營路）－育英醫專（大昌二路）

  - 漢程客運
    - 168東 金獅湖站－金獅湖站
    - 168西 金獅湖站－金獅湖站

  - 東南客運
    - 37 輕軌夢時代站（統一時代百貨）－育英醫專（大昌二路）

  - 義大客運
    - 8503 義大世界－高雄市政府四維行政中心

## 公共自行車
- 高雄市公共自行車租賃系統：
  - 龍勝大順路口：龍勝路/大順一路口
  - 龍華國小：大順一路與龍德路口東北側
  - 南屏大順路口：南屏路/大順一路口(西北側)
  - 博愛大順路口：博愛一路與大順一路口西南側
  - 博愛大順一路口(東北側)：博愛二路/大順一路(東北側)
  - 龍德新大順一路口：龍德新路/大順一路(東南側)
  - 龍華國中(大順一路)：大順一路/自由二路(東北側)
  - 大順民族路口：大順一路/民族一路口(西北側人行道)
  - 三民區民眾活動中心：大順二路/建工路口(東南側)
  - 大順寶興路口：大順二路/寶興路(東南側)
  - 大順九如路口：大順二路/九如一路口西側
  - 大順鐵道一街口：大順三路/鐵道一街(東南側)
  - 環球影城(大順三路)：大順三路108號(前)
  - 武廟大順三路口：武廟路218號(前人行道)

## 相關連結
- 高雄市主要道路列表